# 愛知町 (春日井市)
愛知町（あいちちょう）は、愛知県春日井市にある地名。丁番を持たない単独町名である。

## 地理
春日井市南西部に位置する。東から南は松河戸町、西は長塚町・森山田町、北は細木町に接する。

## 歴史

### 地名の由来
同地に所在する愛知電機の社名に由来する。

### 沿革
- 1980年（昭和55年） - 春日井市松河戸町の一部により、同市愛知町として成立[1]。

## 世帯数と人口
2019年（平成31年）4月1日現在の世帯数と人口は以下の通りである。
| 町丁   | 世帯数 | 人口 |
| ------ | ------ | ---- |
| 愛知町 | 67世帯 | 97人 |

### 人口の変遷
国勢調査による人口の推移
| 1995年（平成7年）  | 168人 | [ 7 ]  |  |
| 2000年（平成12年） | 121人 | [ 8 ]  |  |
| 2005年（平成17年） | 109人 | [ 9 ]  |  |
| 2010年（平成22年） | 86人  | [ 10 ] |  |
| 2015年（平成27年） | 84人  | [ 11 ] |  |

## 学区
市立小・中学校に通う場合、学区は以下の通りとなる。また、公立高等学校に通う場合の学区は以下の通りとなる。
| 番・番地等 | 小学校               | 中学校               | 高等学校 |
| ---------- | -------------------- | -------------------- | -------- |
| 全域       | 春日井市立小野小学校 | 春日井市立中部中学校 | 尾張学区 |

## 交通
- 愛知県道162号松河戸西枇杷島線が町域南端を東西に通過する。

## 施設
- 愛知電機本社北緯35度13分17.2秒 東経136度57分28.6秒 / 北緯35.221444度 東経136.957944度

## その他

### 日本郵便
- 郵便番号 : 486-0933[4]（集配局：春日井郵便局[14]）。